# Huff-Daland XB-1
Le Huff-Daland XB-1, surnommé Super Cyclops par son constructeur, est un prototype de bombardier américain des années 1920.

## Historique
Le XB-1 est le premier avion à recevoir la désignation en « B », à la suite de l'abandon des désignations en « LB » et « HB ». Il est dérivé du XHB-1 Cyclops et a une taille semblable, mais dispose de deux moteurs ainsi que d'une double dérive. Le prototype, serial 27-334, effectue son premier vol en septembre 1927.
Le XB-1 est redésigné XB-1B à la suite du remplacement des moteurs existants par des Curtiss V-1570-5 Conqueror de 600 ch chacun. Le Super Cyclops n'est jamais mis en service et le seul exemplaire est démoli.

## Versions
Un total de deux versions du Huff-Daland XB-1 ont existé :
- XB-1, version de base, avec deux moteurs Packard 2A-1530s de 510 ch chacun ;
- XB-1B, remotorisation du XB-1 avec des Curtiss V-1570-5 Conqueror de 600 ch chacun.